# 宮田速雄
宮田 速雄（みやた はやお、1949年12月 - ）は、高知新聞社の代表取締役社長。高知県室戸市出身。慶應義塾大学卒業。

## 略歴
- 1974年 - 高知新聞社入社。
- 社会部長、編集局長などを歴任。
- 2009年6月 - 同社取締役・営業本部長、販売局長。
- 2010年5月19日 - 同社社長に昇格人事内定。同社社長である藤戸謙吾社長は、代表権のある会長人事内定。
- 2010年6月23日 - 取締役会で正式決定予定。

## 参考
- 新潟日報朝刊2010年5月20日7面より

| スタブアイコン | サブスタブ | この項目は、まだ閲覧者の調べものの参照としては役立たない、人物に関連した書きかけの項目です。この項目を加筆・訂正などしてくださる協力者を求めています（P:人物伝/PJ:人物伝）。 |